# 男沼村
男沼村（おぬまむら）は埼玉県の北部、大里郡に属していた村。

## 地理
- 河川：利根川、小山川

## 歴史
- 1889年（明治22年）4月1日 - 町村制施行により、男沼村、小島村、出来島村、間々田村が合併し幡羅郡男沼村が成立する。
- 1896年（明治29年）4月1日 - 幡羅郡が大里郡、榛沢郡、男衾郡と統合し大里郡となる。
- 1955年（昭和30年）1月1日 - 妻沼町、長井村、秦村、太田村と合併し妻沼町となる。